# Pizzagate
Pizzagate je vyvrácená konspirační teorie, která se stala virální během amerických prezidentských voleb v roce 2016. Byla zpochybněna širokou škálou organizací, včetně policie Washingtonu, D.C.

## Původ

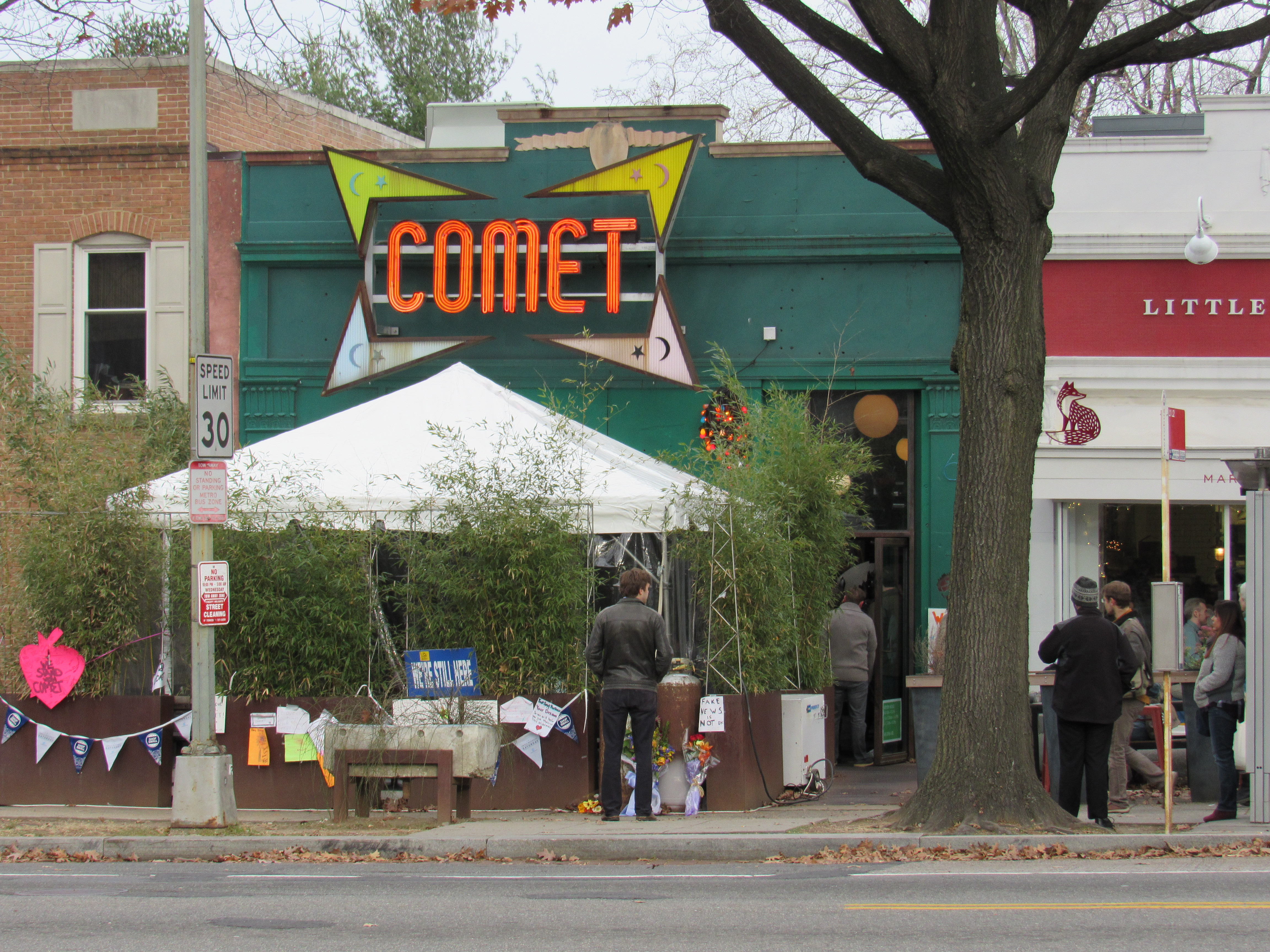
Pizzerie Comet Ping Pong, Washington, D.C., USA

30. října 2016, účet na Twitteru zveřejňující materiál bílých supremacistů, který tvrdil, že je veden newyorským právníkem, falešně prohlásil, že newyorská policie (NYPD) objevila e-maily Anthonyho Weinera při prohledávání pedofilního kruhu spojeného s členy Demokratické strany (USA). Během října a listopadu 2016 zveřejňoval WikiLeaks e-maily Johna Podesta. Zastánci teorie četli e-maily a tvrdili, že obsahují kódová slova pro pedofilii a obchodování s lidmi. Zastánci teorie také tvrdili, že pizzerie Comet Ping Pong bylo místem dění satanistických rituálů zneužívání.
Příběh byl později zveřejněn na falešných zpravodajských webech, počínaje Your News Wire, který citoval příspěvek 4chan z dřívějšího roku. Článek Your News Wire byl následně rozšířen webovými stránkami podporujícími Donalda Trumpa. Conservative Daily Post uveřejnil titulní stránku s tvrzením, že FBI tuto konspirační teorii potvrdila.
Jonathan Albright, profesor Elon University, uvedl, že neúměrný počet tweetů týkajících se Pizzagate pochází z Česka, Kypru a Vietnamu a že někteří z nejčastějších retweeterů byli roboti.
Členové redditové komunity /r/The_Donald vytvořili subreddit /r/pizzagate, aby prohloubili konspirační teorii. Tento subreddit byl oficiálně zakázán 23. listopadu 2016. Reddit poté vydal oznámení: „Nechceme na naší stránce žádné hony na čarodějnice.“ Po zákazu na Redditu se diskuze přenesla na subverse v/pizzagate na Voat (webová stránka podobná Redditu).
Od června 2020 se konspirační teorie popularizuje na TikToku. Videa s hashtagem #Pizzagate zde dosahují přes 80 milionů zhlédnutí.

## Obtěžování vlastníků a zaměstnanců restaurace
Při šíření konspirační teorie dostával Comet Ping Pong stovky výhrůžek ze strany zastánců Pizzagate. Vlastník restaurace, James Alefantis, řekl The New York Times: „Kvůli této šílené, vykonstruované konspirační teorii, jsme se octli pod neustálou kritikou. Po celou dobu jsem se snažil situaci jen objasnit a chránit personál a své přátele před terorem.“
Bylo poukazováno na fotografie zveřejněné na Alefantisově instagramovém profilu, na kterých byli jeho přátelé a rodina, kterým se líbila facebooková stránka Comet Ping Pongu. Fotografie byly údajně důkazy konspirační teorie. V některých případech pocházel materiál ze stránek absolutně nesouvisejících se samotným Alefantisem. Vlastníci a personál se stali terčem agresivity na sociálních sítích. Alefantisovi přišel i dopis vyhrožující smrtí.

## Vyvrácení
Pizzagate byla hluboce zpochybněna na základě detailního vyšetřování Snopes.com (webová stránka ověřující fakta) a The New YorkTimes. Další organizace jako například The New York Observer, The Washington Post a CNN. Metropolitní Policie Washingtonu, D.C. prohlásila obvinění za fiktivní.
Velké množství důkazů zveřejněných teoretiky bylo přejato z mnoha odlišných zdrojů a upraveno k požadované podobě (utvrzování konspirační teorie). Fotografie dětí byly vzaty z instagramových či facebookových profilů příbuzných personálu pizzerie a vydávány za snímky obětí.
10. prosince 2016 zveřejnil The New York Times článek analyzující prohlášení o Pizzagate:
- Teoretici zmiňovali podobnost loga Comet Ping Pong se symboly satanismu a pedofilie. Tyto podobnosti můžeme ale vidět i v logách firem netýkajících se Pizzagate, například AOL a Time Warner.
- Teoretici zmiňovali podzemní prostory Comet Pin Pongu, ve kterých se nelegální činnosti odehrávají. Comet Ping Pong žádné sklepní prostory nemá. Použité fotografie pochází z jiných zařízení.
- Teoretici zmiňovali fotografii Alefantise v tričku s pedofilním nápisem „J' ❤ L'Enfant“. Na fotce byl ovšem vlastník L'Enfant Cafe-Bar ve Washington, D.C. Kavárna je pojmenována po Pierre Charlesi L'Enfantovi.

Žádné údajné oběti se neozvaly a žádné fyzické důkazy nebyly nalezeny.